# Polioptila guianensis
A Polioptila guianensis a madarak osztályának a verébalakúak (Passeriformes) rendjéhez és a szúnyogkapófélék (Polioptilidae) családjához tartozó faj.

## Rendszerezése
A fajt Walter Edmond Clyde Todd amerikai ornitológus írta le 1920-ban.

## Előfordulása
Brazília, Kolumbia, Francia Guyana, Guyana, Suriname és Venezuela területén honos. A természetes élőhelye  szubtrópusi és trópusi síkvidéki esőerdők. Állandó nem vonuló faj.

## Megjelenése
Testhossza 10-11 centiméter, testtömege 5-7 gramm.

## Természetvédelmi helyzete
Az elterjedési területe rendívül nagy, egyedszáma stabil. A Természetvédelmi Világszövetség Vörös listáján nem fenyegetett fajként szerepel.